# Décès en octobre 1964
Décès
- 1960
- 1961
- 1962
- 1963
- 1964
- 1965
- 1966
- 1967
- 1968

Pour une information complémentaire, voir la page d'aide.

| Date       | Nom           | Pays              | Activités                  | Âge | Source |
| ---------- | ------------- | ----------------- | -------------------------- | --- | ------ |
| 26 octobre | Frederick Ion | Drapeau du Canada | Joueur de crosse canadien. | 78  |        |